# Мркопаль
Мркопаль (хорв. Mrkopalj) — деревня на востоке Хорватии, являющаяся центром одноимённой общины из шести населённых пунктов, входящей в Приморско-Горанскую жупанию. По данным 2001 года, в общине проживали 1407 человек, из них население только одной деревни Мркопаль (по данным 2021 года) составляло 557 человек.

## История
Впервые в письменных источниках поселение, где ныне располагается Мркопаль было упомянуто в 1477 году в одном из документов хорватского князя Мартина IV из рода Франкопанов. В том же XV веке в Мркопале была построена церковь, которая сохранилась до наших дней только в виде руин. XVIII век для Мркопаля ознаменовался значительными изменениями. Во-первых в 1727 году через деревню была проложена дорога, соединяющая Карловац с Риекой, а во-вторых в марте 1785 года деревне, императором Священной Римской империи Иосифом II были пожалованы герб, печать и торговые права. В середине XIX века в Мркопале была построена приходская церковь Скорбящей Девы Марии.